# Lavandula nimmoi
Lavandula nimmoi là một loài thực vật có hoa thuộc họ Lamiaceae.
Loài này chỉ có ở Yemen.